# توپ (رود)
توپ (به لاتین: Tüp) یک رود در قرقیزستان است که در استان ایسیق‌کول واقع شده‌است.